# Live! Thirty Days Ago
Albums de Phoenix
Alphabetical
(2004) It's Never Been Like That
(2006)
Live! Thirty Days Ago est le premier album live du groupe français Phoenix. Il est d'abord paru en novembre 2004 en Scandinavie et en Allemagne. Il a ensuite été disponible en téléchargement en décembre, puis disponible en CD au mois de janvier 2005.

## Titres de l'album
Toutes les chansons sont écrites et composées par Phoenix.
| No  | Titre                           | Durée |
| --- | ------------------------------- | ----- |
| 1.  | Run Run Run                     | 5:46  |
| 2.  | Victim of the Crime             | 3:29  |
| 3.  | Too Young                       | 3:41  |
| 4.  | I'm an Actor                    | 4:25  |
| 5.  | Alphabetical                    | 4:25  |
| 6.  | Funky Squaredance               | 7:27  |
| 7.  | (You Can't Blame It On) Anybody | 4:13  |
| 8.  | Everything is Everything        | 5:30  |
| 9.  | If I Ever Feel Better           | 7:09  |
| 10. | Love for Granted                | 4:23  |

## Musiciens additionnels
- Christophe Chassol - clavier
- Lawrence Clais - batterie

## Sources et références
1. ↑  Allmusic.com : critique Live! Thirty Days Ago.
2. ↑  Music Story : critique Live! Thirty Days Ago.
3. 1 2 3 4  enregistré le 1er octobre 2004 à Copenhague,  Danemark.
4. ↑  enregistré le 28 septembre 2004 à Helsinki,  Finlande.
5. 1 2 3  enregistré le 24 septembre 2004 à Oslo,  Norvège.
6. ↑  enregistré le 29 septembre 2004 à Stockholm,  Suède
7. ↑  enregistré le 20 septembre 2004 à Stavanger,  Norvège.